# Dayton (Texas)
Dayton è un centro abitato degli Stati Uniti d'America situato nella contea di Liberty dello Stato del Texas.
La popolazione era di 7.242 persone al censimento del 2010.

## Geografia fisica
Secondo lo United States Census Bureau, ha un'area totale di 11,0 miglia quadrate (28 km²).

## Società

### Evoluzione demografica
Secondo il censimento del 2010 c'erano 7.242 persone, 2.663 nuclei familiari e 1.893 famiglie nella città. C'erano il 70,4% di bianchi, il 18,2% di neri o afroamericani, l'1,3% di asiatici, il 7,9% di altre razze e il 2,2% di due o più etnie. Il 13,8% della popolazione era Ispanici o latinos di qualunque razza.
Secondo il censimento del 2000, c'erano 5.709 persone, 2.129 nuclei familiari e 1.517 famiglie residenti nella città. La densità di popolazione era di 517,1 persone per miglio quadrato (199,7/km²). C'erano 2.371 unità abitative a una densità media di 214,8 per miglio quadrato (82,9/km²). La composizione etnica della città era formata dal 71,08% di bianchi, il 19,69% di afroamericani, lo 0,44% di nativi americani, lo 0,68% di asiatici, lo 0,04% di isolani del Pacifico, il 6,67% di altre razze, e l'1,40% di due o più etnie. Ispanici o latinos di qualunque razza erano il 10,53% della popolazione.
C'erano 2.129 nuclei familiari di cui il 37,4% aveva figli di età inferiore ai 18 anni, il 50,5% aveva coppie sposate conviventi, il 16,4% aveva un capofamiglia femmina senza marito, e il 28,7% erano non-famiglie. Il 25,2% di tutti i nuclei familiari erano individuali e il 12,1% aveva componenti con un'età di 65 anni o più che vivevano da soli. Il numero di componenti medio di un nucleo familiare era di 2,66 e quello di una famiglia era di 3,18.
La popolazione era composta dal 30,0% di persone sotto i 18 anni, il 9,7% di persone dai 18 ai 24 anni, il 28,2% di persone dai 25 ai 44 anni, il 20,2% di persone dai 45 ai 64 anni, e il 12,0% di persone di 65 anni o più. L'età media era di 33 anni. Per ogni 100 femmine c'erano 89,3 maschi. Per ogni 100 femmine dai 18 anni in giù, c'erano 87,4 maschi.
Il reddito medio di un nucleo familiare era di 37.401 dollari e quello di una famiglia era di 47.250 dollari. I maschi avevano un reddito medio di 39.075 dollari contro i 21.068 dollari delle femmine. Il reddito pro capite era di 16.139 dollari. Circa il 16,3% delle famiglie e il 21,3% della popolazione erano sotto la soglia di povertà, incluso il 33,6% di persone sotto i 18 anni e il 15,8% di persone di 65 anni o più.